# Nenu
Nenu (Duits: Nenno) is een plaats in de Estlandse gemeente Saaremaa, provincie Saaremaa. De plaats heeft de status van dorp (Estisch: küla) en telt 14 inwoners (2021).
De plaats viel tot in oktober 2017 onder de gemeente Pöide. In die maand werd Pöide bij de fusiegemeente Saaremaa gevoegd.
Nenu ligt aan Väike väin, de zeestraat tussen de eilanden Muhu en Saaremaa.

## Geschiedenis
Nenu ontstond in de tijd van de Lijflandse Orde als landgoed. Tussen 1566 en 1730 was het landgoed in bezit van de familie Reichardt. In 1752 werd Nenu samengevoegd met het landgoed Saltack (Reina). In 1782 werd het een Beihof, een landgoed dat onderdeel uitmaakt van een ander landgoed, in dit geval Saltack. In 1798 werd een dorp Nenno genoemd.
Tussen 1977 en 1997 maakte Nenu deel uit van het buurdorp Reina.